# Шунь-ди (Хань)
Сяошунь-ди (кит. трад. 孝順帝) или коротко Шунь-ди (кит. трад. 順帝), личное имя Лю Бао (кит. трад. 劉保, 115—144) — седьмой (предшествующий ему Бэйсян-хоу в официальный список императоров Хань не входит) император китайской империи Восточная Хань.

## Биография
Лю Бао был сыном императора Ань-ди от наложницы Ли. Фаворитка императора Янь Цзи, которую он сделал императрицей, была бездетной, и поэтому, боясь, что Ли займёт её место, отравила её, не понеся за это никакого наказания.
В 120 году император официально объявил Лю Бао, бывшего в тот момент его единственным сыном, наследником престола. Однако в 124 году кормилица императора Ван Шэн, и евнухи Цзян Цзин и Фань Фэн ложно обвинили кормилицу наследника престола Ван Нань и повара Бин Цзи, и те были казнены. Наследник Лю Бао был сильно опечален этим, и поэтому Цзян Цзин и Фань Фэн, опасаясь репрессий в будущем, вошли в сговор с императрицей Янь Цзи (также ненавидевшей Лю Бао, ибо он не был её родным сыном), и обвинили наследника и его слуг в преступлениях. Император поверил им, и понизил Лю Бао до Цзииньского князя.

## Восхождение на трон
В апреле 125 году император Ань-ди, будучи в поездке в Ваньчэн (совр. Наньян, Хэнань), неожиданно заболел и умер. Не желая восхождения на престол Лю Бао, его вдова Янь Цзи объявила императором малолетнего Лю И, приходившегося покойному двоюродным братом, а Лю Бао был исключён даже из официальных траурных церемоний.
Евнух Сунь Чэн веря, что Лю Бао является истинным наследником Ань-ди, и зная о смертельной болезни Лю И, организовал заговор. Когда Лю И в том же году скончался, Сунь Чэн и 18 других евнухов неожиданно напали на дворец, убили Цзян Цина и объявили Лю Бао императором. В ходе последовавших схваток клан Янь в течение нескольких дней был полностью вырезан, в живых осталась лишь вдовствующая императрица Янь Цзи, которая была помещена в заключение во дворец и скончалась в следующем году.
Люди надеялись, что новый император сможет улучшить ситуацию в стране, которая при Янях стала полностью коррумпированной. Однако молодой император оказался слабым правителем, и хотя среди тех, кому он доверял, были честные люди, но он доверял и многим коррумпированным евнухам, которые быстро сконцентрировали власть в своих руках. В 126 году Сунь Чэн попытался побудить императора провести обширные реформы, но вместо этого был удалён из столицы. В 126—127 годах Бань Юн (сын Бань Чао) смог восстановить китайский контроль над Западным краем, но в 127 году был ложно обвинён в запаздывании в военных делах и лишён должности, после чего ситуация в Западном крае стала постепенно ухудшаться.
В 132 году 16-летний император женился на 19-летней Лян На, отец которой — Лян Шан — постепенно стал после этого важным придворным.
В 135 году произошло два важных изменения в политической жизни страны: евнухам, получившим титулы знати, было разрешено передавать свои владения по наследству приёмным сыновьям, а Лян Шан стал главнокомандующим вооружёнными силами страны. Первое продемонстрировало укрепление власти евнухов, а второе стало началом контроля клана Лян над государственным аппаратом, которое длилось несколько поколений.
В 136—138 годах в разных концах страны произошли восстания, с которыми было быстро покончено, так как они были вызваны коррупцией местных властей, и повстанцы возвращались к мирной жизни после того, как коррупционеров лишали их постов. Однако в 139 году случилось крупное восстание цянов, которые в 141 году уничтожили ведомую Ма Сянем ханьскую армию и сожгли могильный комплекс императоров Западной Хань в районе Чанъаня. Далее начались крестьянские восстания в южной и восточной частях страны, не утихавшие всё время правления Шунь-ди.
В 144 году император заболел, и назначил своего единственного сына Лю Бина, родившегося в 143 году от Супруги Юй, наследником престола. В том же году император умер, и Лю Бин стал новым императором, а вдовствующая императрица Лян стала при нём регентом.